# 漏 (佛教)
漏，佛教術語，即煩惱、結縛，反義字為無漏。在佛教中，將慾漏，有漏，見漏，無明漏四者，合稱四漏。具備漏這個特徵的法，稱為有漏法。
有漏的意思，是會讓人「產生煩惱」者，追根究底來說，就是我們的身體本身。從最簡單的例子來看，當身體不適時，我們會感到各種不悅，更會因為感到自己身體的越來越衰退，而心情上大受影響。

## 字源
《大毘婆沙論》解釋漏的字義，有留住，淹貯，流派，禁持，魅惑，醉亂等意義在。這個術語的起源很早，與瀑流、軛、結縛有類似的意義。在佛教中，漏通常被解釋為「向外漏泄」之意，是由心中的染污向外漏泄，所造成的煩惱。在耆那教中，也使用這個術語，但是耆那教解釋為「漏入」，認為染汙是由世間流入體內，附著在我（Ātman）中。
漏的反義字為無漏，在漢傳佛教經典中，為了符合漢語文法，當漏與無漏同時出現時，漏有時會被譯為有漏。
佛教認為，漏來自於五蘊，世間法皆為有漏，出世間法則為無漏。觀察無常，修行戒定慧，可得到「漏盡」。成為阿羅漢，也就是不再有任何染污的聖者，他們心中沒有我慢，超越我與我所，即為漏盡。
在阿毘達摩論典中，多半採用煩惱來統攝漏這個術語。

## 分類

### 二漏
《大毘婆沙論》記載，譬喻師唯立二漏，即無明漏，有愛漏

### 三漏
說一切有部，主要分為三漏，即欲漏，有漏，無明漏。其主要根據為契經所說。

### 四漏
《大毘婆沙論》記載，分別論者提出四漏，分為慾漏，有漏，見漏，無明漏。